# Burg Rötenberg
Die Burg Rötenberg, auch Hohenrot, Rötenburg, Röterturm, Turmberg genannt, ist der Rest einer Höhenburg auf dem 455,7 m ü. NN hohen nach allen Seiten steil abfallenden Turmberg 0,8 km südlich des Weilers Mittelrot der Gemeinde Fichtenberg im Landkreis Schwäbisch Hall in Baden-Württemberg.

## Geschichte
Die ursprünglichen Besitzer der Burg sind nicht bekannt, jedoch könnte der Name von den Herren von Rot herrühren. Die Form des erhaltenen Bergfrieds legt eine Datierung des Baus in die erste Hälfte des 13. Jahrhunderts nahe. Alois Schneider (siehe Literatur) hält aber auch eine Entstehung der Wehranlage im Zusammenhang mit der von der Comburg aus geleiteten herrschaftlichen Organisation des Kochergaus im 10. oder 11. Jahrhundert für möglich, sie  wurde möglicherweise aber auch erst im 12. bis 13. Jahrhundert erbaut. 1338 wird sie erstmals urkundlich erwähnt, als ein Rugger Väzzewin als Vogt zu Rötenberg genannt wird. 1350 wird sie nach Haller Chroniken von Engelhard von Lobenhausen auf kaiserlichen Befehl abgebrannt, weil sie Raubrittern als Versteck gedient haben soll. Ob die Burg danach wiederaufgebaut wurde, ist unklar. Als sicher gilt, dass sie 1377 von Albrecht Haug von Rosenstein für 1400 Pfund Heller an den Schenken Albrecht von Limpurg verkauft wurde. Neunundzwanzig Jahre später (1406) gaben sie die Schenken von Limpurg zusammen mit der Burg Kranzberg (bei Laufen am Kocher) als Lehen an die Kurpfalz. Vermutlich wurde die Burg schon Anfang des 15. Jahrhunderts zerstört und bis auf den Bergfried abgetragen, der allen Abbruchversuchen widerstand.

Bilder
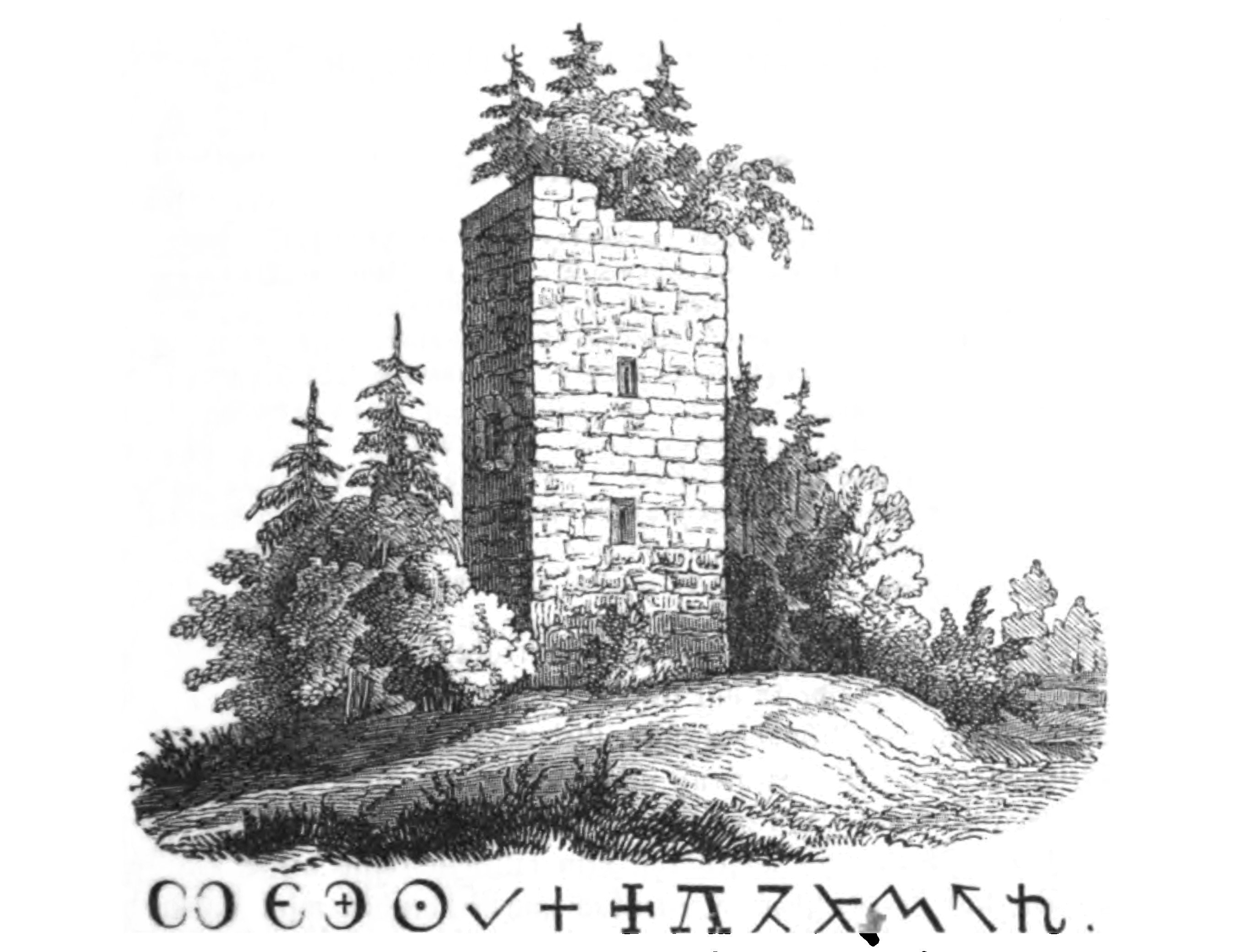
Zeichnung 1852
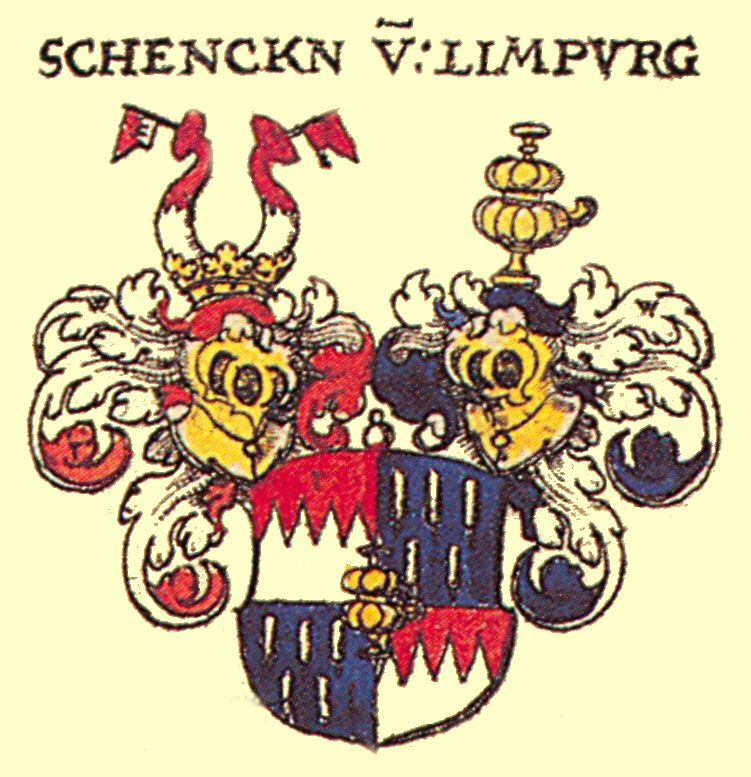
Schenken von Limpurg
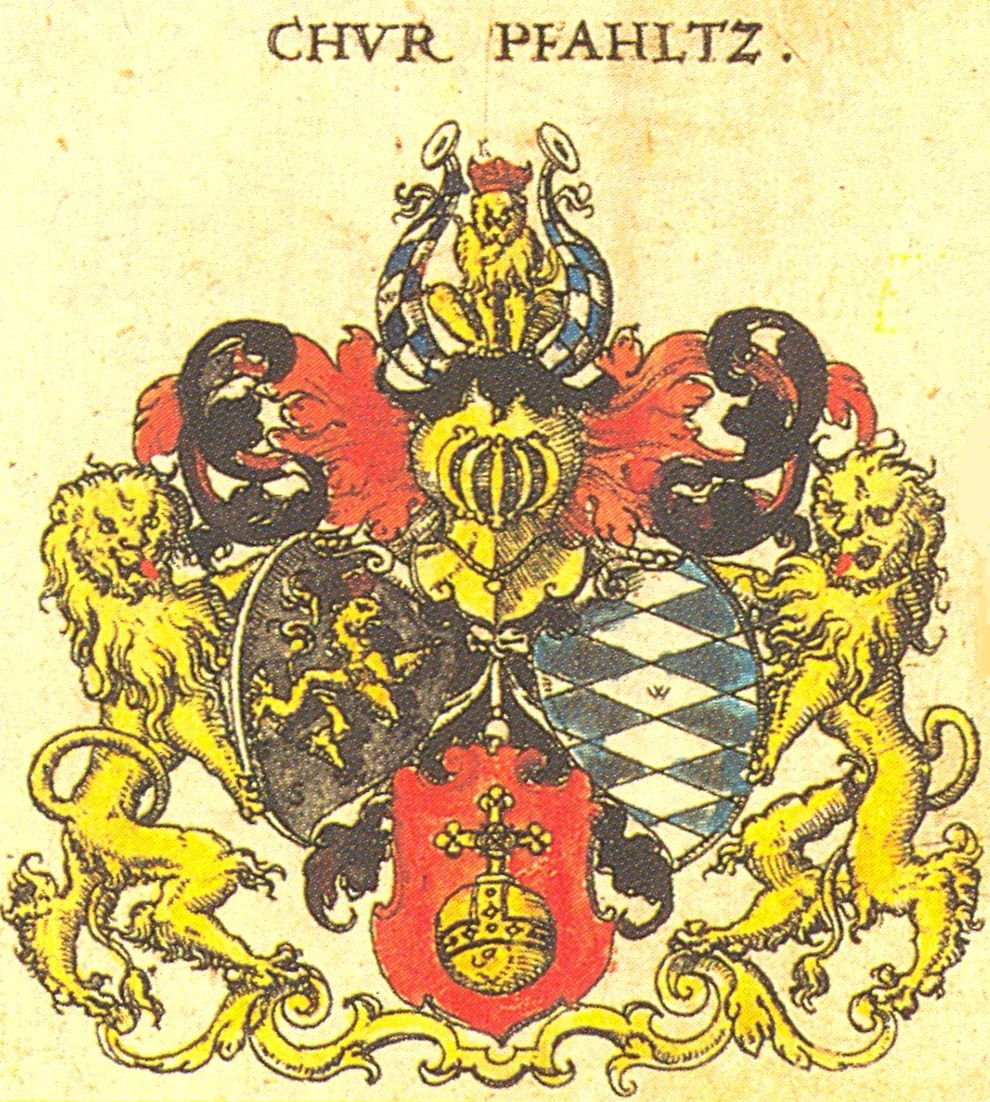
Kurpfalz

Der aus Buckelquadermauerwerk errichtete und erhaltene Bergfried (Röterturm) hat eine Höhe von 21 Metern auf einer Grundfläche von 9,3 × 9,3 Metern und einen Hocheingang in 10,8 Metern Höhe. Ansonsten sind nur noch Gräben erkennbar.  
Der Bergfried war noch Mitte des 19. Jahrhunderts mit Schutt und Erde gefüllt, sodass auf ihm Bäume wuchsen. Da die Wurzeln das Mauerwerk zu sprengen drohten, wurden die Bäume gefällt und der Turm wieder zugänglich gemacht. 1970 erfolgte eine grundlegende Sanierung, da einzelne Steine aus dem Buckelquadermauerwerk herausgebrochen waren. Bei den Arbeiten wurden die Löcher geschlossen und die Zugänge vermauert. Weiterhin erhielt der Turm ein Dach aus Metall.  

## Sage
Nach einer alten Volkssage soll in der Turmruine das Gespenst des so genannten „Turmjägers“ hausen.  